# Нулевой цикл (химия атмосферы)
В химии атмосферы нулевой цикл - это каталитический цикл, который просто преобразует химические соединения, не приводя к чистому производству или удалению какого-либо компонента. В стратосфере нулевые циклы очень важны для озонового слоя.
Один из самых важных нулевых циклов имеет место в стратосфере, с фотолиз озона фотонами с длинами волн менее 330 нм. В результате фотолиза образуется одноатомный кислород, который затем вступает в реакцию с двухатомным кислородом с образованием озона. Чистого молекулярного или атомного изменения нет, однако эта реакция преобразует энергию фотонов в тепловую энергию, нагревая стратосферу.
O3 + hv (λ < 330 nm) → O2 + O (1D)   (Здесь (3P) - основное состояние, (1D) - возбуждённое состояние)
O (1D) + M → O (3P) + M
O (3P) + O2 → O3
Итого: hv → H
нулевой цикл может быть нарушен в присутствии определенных молекул, что приведет к чистому увеличению или уменьшению содержания озона в стратосфере. Одним из важных примеров являются выбросы NOxв стратосферу. NO xреагирует как с атомарным кислородом, так и с озоном приводя к чистому снижению содержания озона. Это особенно важно ночью, когда NO2 не может фотолизироваться.
NO + O3 → NO2 + O2
NO2 + O(1D) → NO + O2
Итого: O3 + O(1D) → 2O2 (чистая потеря озона)
Нулевые циклы также могут происходить в тропосфере. Одним из примеров является нулевой цикл, который происходит в течение дня между NOx и озоном.
Нулевой цикл тропосферы
O3 + NO → O2 + NO2
NO2 + hν → NO + O(3P)
O (3P) + O2 + M → O3 + M
Итого: hv → H
Этот цикл связывает озон с NOx в тропосфере в дневное время. В равновесии, описываемом соотношением Лейтона, солнечное излучение и отношение NO2 : NO определяют содержание озона, максимизируя его примерно в полдень.